# Icre negre
Icre negre este un film românesc din 2010 regizat de Răzvan Săvescu. Rolurile principale au fost interpretate de actorii Andi Vasluianu și Ana Radu.

## Prezentare
În dimineața ajunului de Crăciun, Robert călătorește împreună cu fiica lui de la Tulcea la București. Robert trebuie să-i ducă niște icre negre doamnei Zira, o femeie bogată care trăiește într-un cartier select din capitală. Pentru fiica lui, aceasta este prima vizită în capitală

## Distribuție
Distribuția filmului este alcătuită din:
- Marian Fota — Șoferul microbuzului
- Andi Vasluianu — Robert
- Ana Radu — Ioana
- Claudia Susanu — Doamna din microbuz
- Oana Ioachim — Doamna Zina
- Gabriel Spahiu — Un electrician
- Gabriel Iancu — Omul cu țigara